# ایگاناسیو کابوس
ایگاناسیو کابوس (اسپانیایی: Ignacio Cobos‎؛ زادهٔ ۱۲ ژوئن ۱۹۶۶) بازیکن هاکی روی چمن اهل اسپانیا بود.
وی در مسابقات کشوری و بین‌المللی در مجموع برندهٔ ۱ مدال نقره شده‌است.